# Арепьев
Аре́пьев — хутор в Алексеевском районе Волгоградской области России. Входит в Трёхложинское сельское поселение.
Хутор расположен в 27 км юго-западнее станицы Алексеевской (по дороге — 38 км) и в 5 км западнее хутора Трёхложинский.
Дороги с асфальтовым покрытием.
На юго-западе от хутора расположен пруд.

## История
По состоянию на 1918 год хутор входил в Усть-Бузулуцкий юрт Хопёрского округа Области Войска Донского.
Хутор газифицирован в октябре 2004 года.

## Население
| 2010 |
| ---- |
| 56   |